# San Francisco 49ers
I San Francisco 49ers sono una squadra di football americano della National Football League, con sede a San Francisco, in California. Competono nella West Division della National Football Conference. La squadra nacque nel 1946 come membro fondatore della All-America Football Conference (AAFC) e si unì alla NFL nel 1949 quando le due leghe si fusero.
Al 2024, secondo la rivista Forbes, il valore dei 49ers è di circa 6,8 miliardi di dollari, sesti tra le franchigie della NFL.
I 49ers sono noti per avere avuto una delle più grandi dinastie della storia della NFL, vincendo cinque Super Bowl nell'arco di soli 14 anni, tra il 1981 e il 1994, con quattro di quei titoli vinti negli anni ottanta. Le squadre vincitrici dei Super Bowl erano guidate dagli Hall of Famer Joe Montana, Jerry Rice, Ronnie Lott, Steve Young e dall'allenatore Bill Walsh. Con cinque vittorie del Super Bowl, i 49ers sono alla pari con i rivali Dallas Cowboys per il secondo maggior numero di vittorie, dietro le sei dei Pittsburgh Steelers e dei New England Patriots.

## Storia
I San Francisco 49ers sono stati la prima squadra professionistica della West Coast americana ad entrare in una major-league. I 49ers entrarono nel football professionistico nel 1946 come membri della All-America Football Conference. Dopo quattro stagioni, nel 1950 la lega confluì nella National Football League.

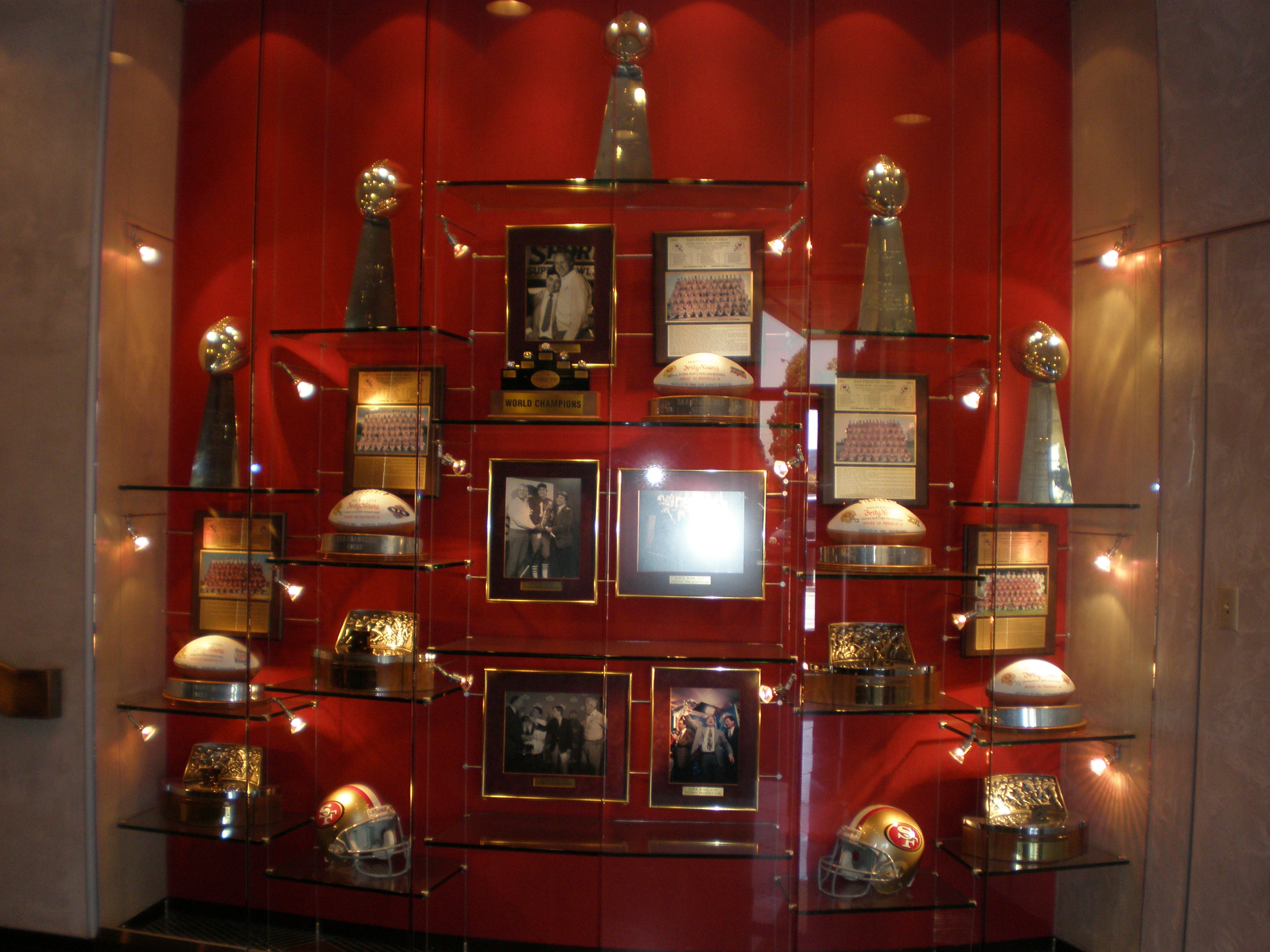
La bacheca dei 49ers.

I 49ers hanno vinto 5 Super Bowl, 4 dei quali negli anni ottanta. Per questo - e per il fatto di non aver mai vinto un campionato NFL prima di allora, e neppure un titolo di division prima del 1970 - sono chiamati "The Team of the Eighties" ("La Squadra degli Anni Ottanta"). Durante quel decennio, la squadra mancò la qualificazione ai play off solo due volte: nel 1980, e di nuovo nella stagione 1982, accorciata dallo sciopero dei giocatori, durante la quale persero 5 partite su 5 in casa, mentre vinsero 3 partite su 4 in trasferta (l'unico caso nella storia della NFL in cui una squadra rimase senza vittorie in casa vincendo però più della metà delle gare in trasferta). Il giocatore della svolta in quegli anni fu il quarterback Joe Montana, allenato in panchina da Bill Walsh, cui si aggiunsero il running back Roger Craig nel 1983 e il wide receiver Jerry Rice nel 1985. Negli anni novanta, Montana fu sostituito da un altro quarterback membro della Pro Football Hall of Fame, Steve Young, che portò il quinto Super Bowl alla franchigia battendo nel 1994 i San Diego Chargers. Dopo il ritiro di Young nel 1998, la squadra sperimentò delle annate difficili. Queste si interruppero solo nel 2011 quando fu assunto l'allenatore Jim Harbaugh che riportò la squadra ad alti livelli e al ritorno al Super Bowl nel 2012, dove fu sconfitta dai Baltimore Ravens.
L'anno successivo arrivarono fino alla finale di Conference, perdendo però con i Seattle Seahawks.
Dalla stagione 2013 fino alla 2018, i Niners hanno avuto una serie di annate negative, non arrivando mai ai playoff. Nel 2019 però la squadra, anche grazie al ritorno dell'infortunato quarterback Jimmy Garoppolo e all'arrivo del rookie Nick Bosa, con un record di 13 vittorie e 3 sconfitte si laureò campione della NFC contro i Green Bay Packers. Nell Super Bowl LIV, giocato nell'Hard Rock Stadium di Miami contro i Kansas City Chiefs, furono sconfitti 31 a 20 nonostante l'essersi trovati in vantaggio nel quarto periodo.

## Loghi e uniformi

L'evoluzione delle divise.

Il soprannome "49ers", l'unico che la squadra abbia mai avuto, ricorda l'ondata di cercatori d'oro che ha invaso l'area di San Francisco nel 1849. I colori sociali dei 49ers sono il rosso e l'oro. Tuttavia, il design dell'uniforme della squadra è cambiato spesso nel corso degli anni. Nel 1946, la stagione della loro nascita, la squadra indossava divise color rosso scuro, passando al colore rosso scarlatto e oro nel 1948, con un elmetto color oro, con una striscia dorata, calzini rossi e pantaloni senza strisce. All'inizio della stagione 1949, la prima nella NFL, i 49ers adottarono tre strisce nelle loro maglie rosse, indossando caschi e pantaloni color oro, senza strisce, e calzini rossi con tre strisce. Dal 1953 al 1955, i 49ers portarono caschi rossi con una striscia bianca nel mezzo e pantaloni color argento con una striscia rossa. Nell'immagine a fianco è possibile vedere i cambiamenti avvenuti nella divisa di gara, in casa ed in trasferta, dalla fondazione ad oggi.

## Rivalità
Oltre alla rivalità minore con i Green Bay Packers, le rivalità più sentite dai tifosi dei 49ers sono quelle con i Rams, i Seahawks, i Raiders, i Giants ed i Cowboys.

### Los Angeles Rams
La rivalità tra Rams e 49ers è considerata una delle più accese di sempre nella storia della NFL. La reciproca antipatia nasce dal fatto che le squadre giocano nella stessa division (la NFC West) e dalla fortissima rivalità che divide la California meridionale (la cui città principale è Los Angeles) e la California centro-settentrionale (dove è situata San Francisco). Nel 1995 i Rams si trasferirono a St. Louis, ma questo non ha diminuito l'astio tra le franchigie. Roger Craig, ex running-back dei 49ers, affermò che i Rams avrebbero potuto "giocare le gare casalinghe anche su Marte" ma che sarebbero sempre rimasti i principali avversari di San Francisco. Dalla stagione 2016 i Rams sono tornati a Los Angeles e la rivalità è tornata ad essere intrastatale.

### Seattle Seahawks
La rivalità tra Seahawks e 49ers nasce nel 2002, in seguito al realignment che spostò la franchigia di Seattle dalla AFC West alla NFC West. Nonostante alcune partite molto accese, la rivalità tra queste due squadre è meno intensa che in altri casi, dato che quasi mai queste due franchigie sono state in lotta per titoli importanti nello stesso periodo. Tuttavia la rivalità si riaccese quando nel 2011 i 49ers assunsero Jim Harbaugh come head coach, dato che Harbaugh ha avuto una intensa rivalità personale con Pete Carroll, head coach dei Seahawks, quando il primo allenava a Stanford e il secondo a USC.

### Oakland Raiders
Pur non giocando nella stessa conference, i 49ers ed i Raiders condividono una fortissima rivalità geografica. Le partite tra queste franchigie, dette battles of the Bay (battaglie della Baia), pur svolgendosi generalmente una volta ogni 4 anni, sono sempre molto tese e violente. Durante una partita di pre-season a Candlestick Park nel 2011 vi furono risse nei bagni dello stadio e fuori dall'impianto vennero sparati colpi di arma da fuoco. Da allora la NFL ha vietato gli incontri di pre-season tra queste due squadre.

### Dallas Cowboys
La rivalità tra 49ers e Cowboys è una delle più iconiche della lega e risale fino agli anni '70, quando entrambe le squadre erano tra le più forti e competitive di tutta la NFL. La sfida per l'NFC Championship del 1981 tra queste due squadre è considerata una delle più famose nella storia del football americano, quando Joe Montana e Dwight Clark realizzarono "the Catch" permettendo a San Francisco di vincere la partita all'ultimo minuto. Le due squadre si incontrarono ancora per tre volte consecutive nell'NFC Championship Game tra il 1992 ed il 1994: tutte e tre le volte la squadra vincente di quell'incontro (Dallas le prime due volte, San Francisco nel '94) avrebbe poi vinto il Super Bowl. Nonostante queste due squadre non abbiano vissuto il loro momento migliore negli anni 2010, la rivalità rimane comunque molto sentita da entrambe le parti.

### New York Giants
Nonostante non giochino nella stessa division, quella tra Giants e 49ers è considerata una delle grandi rivalità interdivisionali della NFL. Le due squadre si sono incontrate spesso in partite di playoff (8 volte dal 1982 ad oggi, record NFL per gli incontri di playoff disputati in questo arco temporale). Soprattutto negli anni '80 e '90 questa rivalità era particolarmente sentita, dato che entrambe le squadre si davano battaglia per la vittoria della conference. Da allora le due franchigie hanno vissuto momenti alterni, anche se la partita contro i newyorchesi rimane comunque attesa da tutti i tifosi dei 49ers.

## Titoli

### Super Bowl

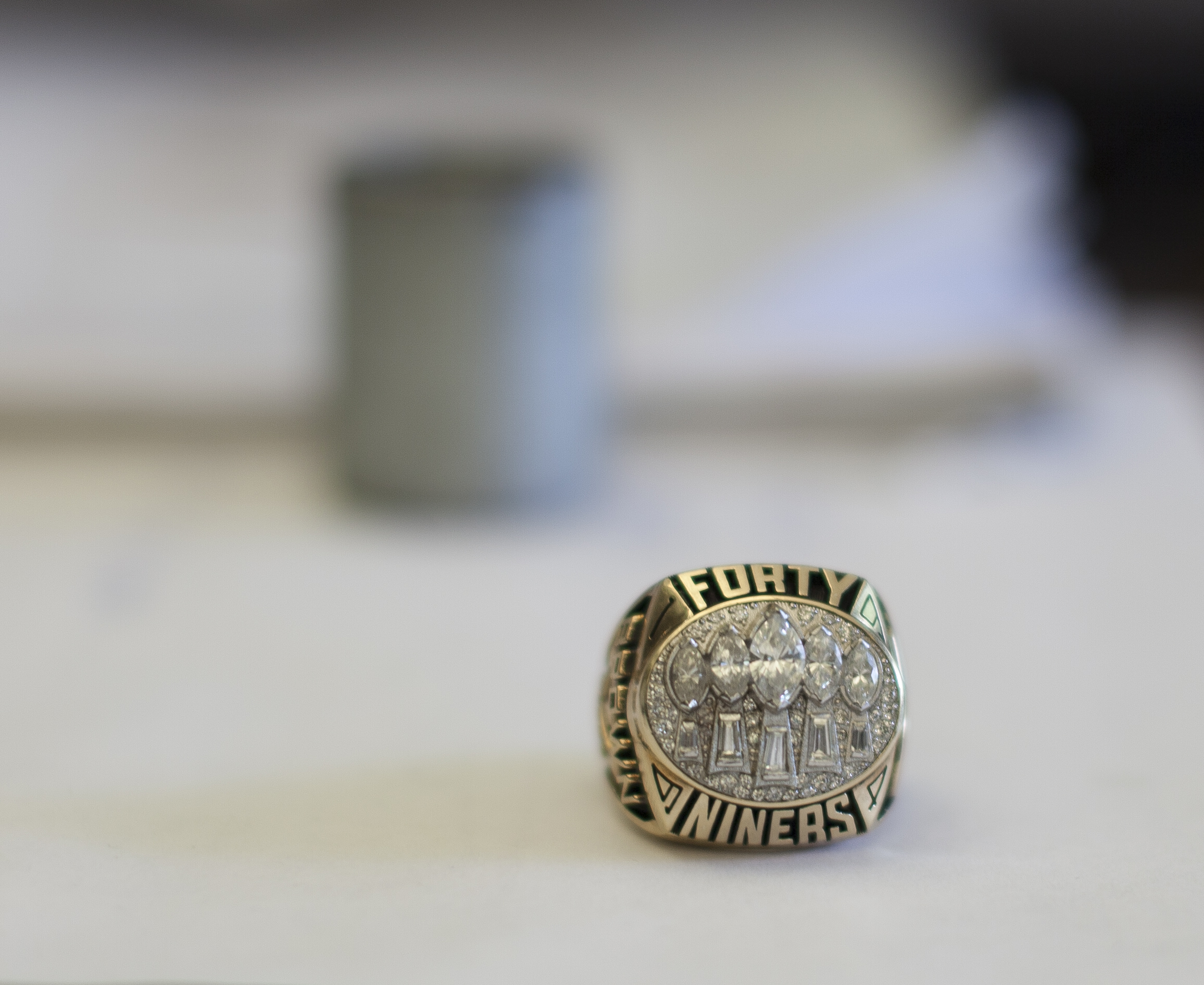
L'anello del Super Bowl XXIX.

| Anno                     | Allenatore               | Super Bowl               | Città                    | Avversario               | Punteggio | Record |
| ------------------------ | ------------------------ | ------------------------ | ------------------------ | ------------------------ | --------- | ------ |
| 1981                     | Bill Walsh               | XVI                      | Pontiac                  | Cincinnati Bengals       | 26-21     | 16-3   |
| 1984                     | Bill Walsh               | XIX                      | Stanford                 | Miami Dolphins           | 38-16     | 18-1   |
| 1988                     | Bill Walsh               | XXIII                    | Miami                    | Cincinnati Bengals       | 20-16     | 13–6   |
| 1989                     | George Seifert           | XXIV                     | New Orleans              | Denver Broncos           | 55-10     | 17-2   |
| 1994                     | George Seifert           | XXIX                     | Miami                    | San Diego Chargers       | 49-26     | 16–3   |
| Totale Super Bowl vinti: | Totale Super Bowl vinti: | Totale Super Bowl vinti: | Totale Super Bowl vinti: | Totale Super Bowl vinti: | 5         | 5      |

### Titoli NFC
| Anno               | Allenatore         | Città              | Avversario         | Punteggio | Record |
| ------------------ | ------------------ | ------------------ | ------------------ | --------- | ------ |
| 1981               | Bill Walsh         | San Francisco      | Dallas Cowboys     | 28-27     | 16-3   |
| 1984               | Bill Walsh         | San Francisco      | Chicago Bears      | 23-0      | 18-1   |
| 1988               | Bill Walsh         | Chicago            | Chicago Bears      | 28-3      | 13–6   |
| 1989               | George Seifert     | San Francisco      | Los Angeles Rams   | 30-3      | 17-2   |
| 1994               | George Seifert     | San Francisco      | Dallas Cowboys     | 38-28     | 16–3   |
| 2012               | Jim Harbaugh       | Atlanta            | Atlanta Falcons    | 28-24     | 13–4-1 |
| 2019               | Kyle Shanahan      | San Francisco      | Green Bay Packers  | 20-37     | 15-3   |
| 2023               | Kyle Shanahan      | San Francisco      | Detroit Lions      | 31-34     | 14-5   |
| Totale titoli NFC: | Totale titoli NFC: | Totale titoli NFC: | Totale titoli NFC: | 8         | 8      |

## Giocatori importanti

### Membri della Pro Football Hall of Fame

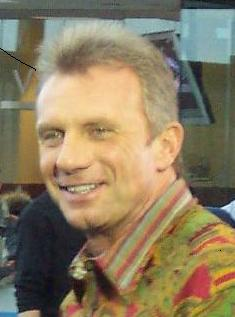
Joe Montana.

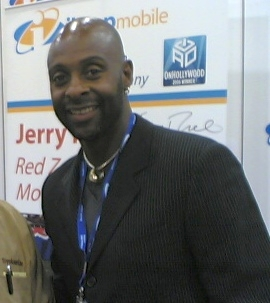
Jerry Rice.

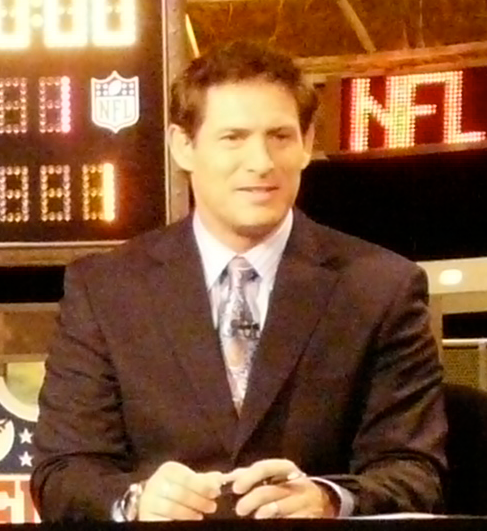
Steve Young.

| Hall of Famer dei San Francisco 49ers |                    |      |                     |                  |
| N.                                    | Nome               | Anno | Ruolo/i             | Anni nei 49ers   |
| –                                     | Bill Walsh         | 1993 | Capo-allenatore     | 1979-1988        |
| 8                                     | Steve Young        | 2005 | Quarterback         | 1987-1999        |
| 14                                    | Y.A. Tittle        | 1971 | Quarterback         | 1951-1960        |
| 16                                    | Joe Montana        | 2001 | Quarterback         | 1979-1992        |
| 21                                    | Deion Sanders      | 2011 | Cornerback          | 1994             |
| 22                                    | Bob Hayes          | 2009 | Wide receiver       | 1975             |
| 26                                    | Rod Woodson        | 2009 | Safety / Cornerback | 1997             |
| 32                                    | O.J. Simpson       | 1985 | Running back        | 1978-1979        |
| 34                                    | Joe Perry          | 1969 | Running back        | 1948-1960, 1963  |
| 35                                    | John Henry Johnson | 1987 | fullback            | 1954-1956        |
| 37                                    | Jimmy Johnson      | 1994 | Cornerback          | 1961-1976        |
| 39                                    | Hugh McElhenny     | 1970 | Running back        | 1952-1960        |
| 42                                    | Ronnie Lott        | 2000 | Safety / Cornerback | 1981-1990        |
| 56                                    | Chris Doleman      | 2012 | Defensive end       | 1996-1998        |
| 57                                    | Rickey Jackson     | 2010 | Defensive end       | 1994-1995        |
| 64                                    | Dave Wilcox        | 2000 | Linebacker          | 1964-1974        |
| 73                                    | Leo Nomellini      | 1969 | Defensive tackle    | 1950-1963        |
| 73                                    | Larry Allen        | 2013 | Guardia             | 2006-2007        |
| 74                                    | Fred Dean          | 2008 | Defensive end       | 1981-1985        |
| 79                                    | Bob St. Clair      | 2008 | Offensive tackle    | 1953-1963        |
| 80                                    | Jerry Rice         | 2010 | Wide receiver       | 1985-2000        |
| 95                                    | Richard Dent       | 2011 | Defensive end       | 1994             |
| 94                                    | Charles Haley      | 2015 | Defensive end       | 1986-91, 1998-99 |

In grassetto i giocatori indotti come membri dei 49ers.
Fonte:

### Numeri ritirati
| Numeri ritirati dai San Francisco 49ers |                      |              |                 |
| N°                                      | Giocatore            | Ruolo        | Anni            |
| 8                                       | Steve Young          | QB           | 1987-1999       |
| 12                                      | John Brodie *        | QB           | 1957-1973       |
| 16                                      | Joe Montana          | QB           | 1979-1992       |
| 34                                      | Joe Perry            | FB           | 1948-1960, 1963 |
| 37                                      | Jimmy Johnson        | CB           | 1961-1976       |
| 39                                      | Hugh McElhenny       | RB           | 1952-1960       |
| 42                                      | Ronnie Lott          | S, CB        | 1981-1990       |
| 70                                      | Charlie Krueger      | DL           | 1959-1973       |
| 73                                      | Leo Nomellini        | DT           | 1950-1963       |
| 79                                      | Bob St. Clair        | OT           | 1953-1963       |
| 80                                      | Jerry Rice           | WR           | 1985-2000       |
| 87                                      | Dwight Clark         | WR           | 1979-1987       |
| –                                       | Edward DeBartolo Jr. | Proprietario | 1978-2000       |
| –                                       | Bill Walsh           | Allenatore   | 1979-1988       |

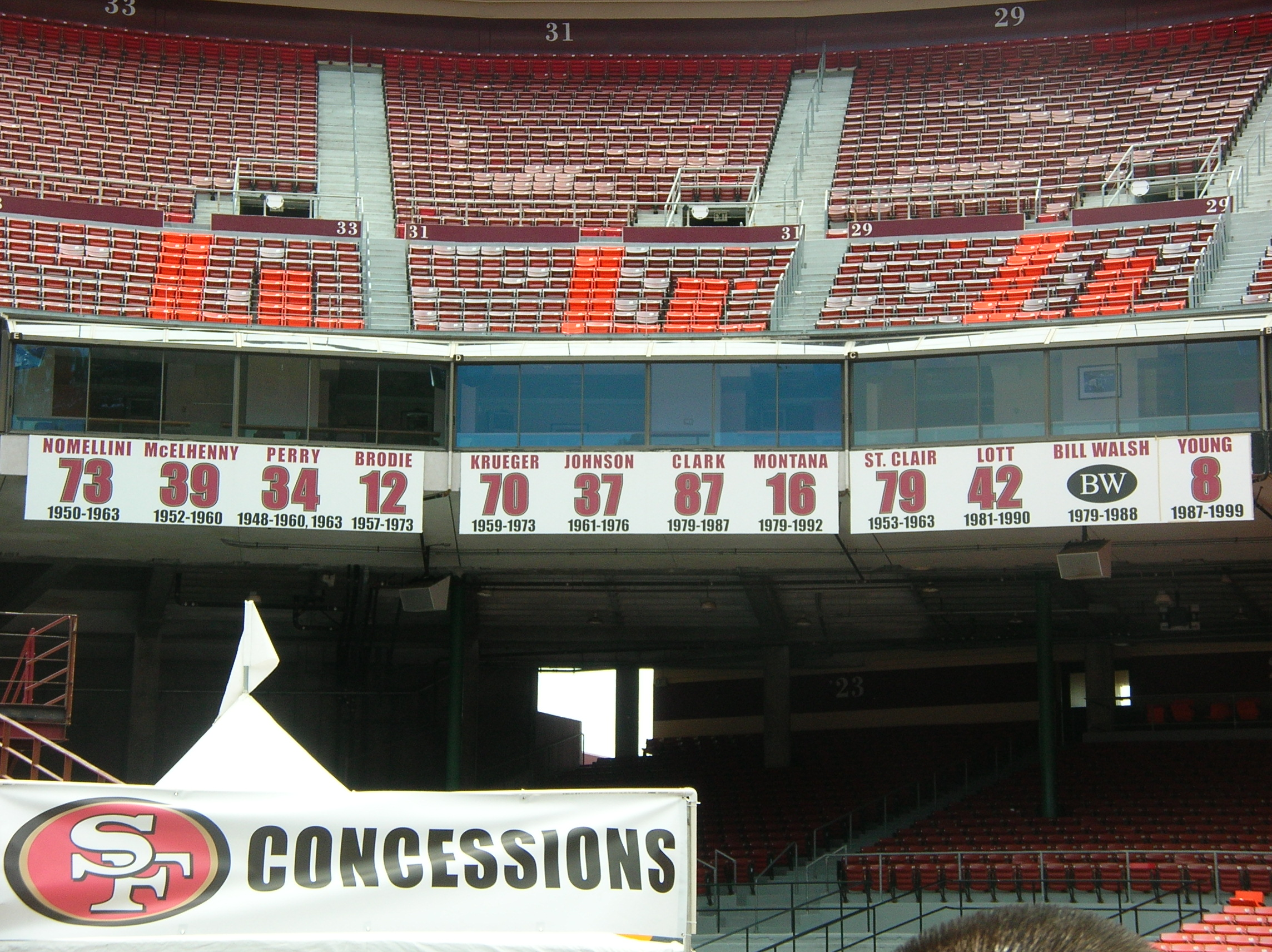
I numeri ritirati dai 49ers nel lato di sud-est di Candlestick Park nel giugno 2009.

* Durante la sua permanenza ai 49ers nel 2006–07, il quarterback Trent Dilfer, amico di vecchia data di Brodie, indossò il numero 12 col suo permesso, togliendo temporaneamente il numero tra i ritirati come tributo.

### Premi individuali
| MVP della NFL |             |       |
| Anno          | Giocatore   | Ruolo |
| 1970          | John Brodie | QB    |
| 1989          | Joe Montana | QB    |
| 1990          | Joe Montana | QB    |
| 1992          | Steve Young | QB    |
| 1994          | Steve Young | QB    |

| MVP del Super Bowl |             |       |
| SB                 | Giocatore   | Ruolo |
| XVI                | Joe Montana | QB    |
| XIX                | Joe Montana | QB    |
| XXIV               | Joe Montana | QB    |
| XXIII              | Jerry Rice  | WR    |
| XXIX               | Steve Young | QB    |

| Giocatore offensivo dell'anno |                     |       |
| Anno                          | Giocatore           | Ruolo |
| 1987                          | Jerry Rice          | WR    |
| 1988                          | Roger Craig         | RB    |
| 1989                          | Joe Montana         | QB    |
| 1992                          | Steve Young         | QB    |
| 1993                          | Jerry Rice          | WR    |
| 2023                          | Christian McCaffrey | RB    |

| Difensore dell'anno |                   |       |
| Anno                | Giocatore         | Ruolo |
| 1994                | Deion Sanders     | CB    |
| 1997                | Dana Stubblefield | DT    |
| 2022                | Nick Bosa         | DE    |

| Rookie difensivo dell'anno |                   |       |
| Anno                       | Giocatore         | Ruolo |
| 1970                       | Bruce Taylor      | CB    |
| 1993                       | Dana Stubblefield | DT    |
| 2007                       | Patrick Willis    | LB    |
| 2019                       | Nick Bosa         | DE    |

| Comeback Player of the Year |                 |       |
| Anno                        | Giocatore       | Ruolo |
| 1986                        | Joe Montana     | QB    |
| 1999                        | Bryant Young    | DT    |
| 2001                        | Garrison Hearst | RB    |

### Record di franchigia
Carriera
| Record in carriera |             |        |
| Categoria          | Giocatore   | Numero |
| Yard passate       | Joe Montana | 35.124 |
| TD passati         | Joe Montana | 244    |
| Yard ricevute      | Jerry Rice  | 19.247 |
| TD su ric.         | Jerry Rice  | 176    |
| Yard corse         | Frank Gore  | 11.073 |
| TD su corsa        | Joe Perry   | 68     |

Stagionali
| Record stagionali |                     |        |      |
| Categoria         | Giocatore           | Numero | Anno |
| Yard passate      | Brock Purdy         | 4.280  | 2023 |
| TD passati        | Steve Young         | 36     | 1998 |
| Yard ricevute     | Jerry Rice          | 1.848  | 1995 |
| TD su ric.        | Jerry Rice          | 22     | 1987 |
| Yard corse        | Frank Gore          | 1.695  | 2006 |
| TD su corsa       | Christian McCaffrey | 14     | 2023 |

Fonte:

## La squadra
| Roster dei San Francisco 49ers |
| --- |
| Quarterback - 10 Mac Jones - 14 Tanner Mordecai - 13 Brock Purdy - 4 Kurtis Rourke Running Back - 31 Isaac Guerendo - 29 Jordan James - 44 Kyle Juszczyk FB - 49 Corey Kiner - 23 Christian McCaffrey - 32 Patrick Taylor Wide Receiver - 11 Brandon Aiyuk - 86 Junior Bergen - 19 Jacob Cowing - 84 Russell Gage - 18 Isaiah Hodgins - 15 Jauan Jennings - 3 Malik Knowles - 14 Isaiah Neyor - 83 Terique Owens - 1 Ricky Pearsall - 5 Demarcus Robinson - 7 Equanimeous St. Brown - 17 Jordan Watkins Tight End - 82 Ross Dwelley - 89 Luke Farrell - 85 George Kittle - 89 Mason Pline - 88 Jake Tonges - 9 Brayden Willis Offensive Linemen - 67 Isaac Alarcón LT - 78 Ben Bartch G - 64 Jake Brendel C - 74 Spencer Burford G - 75 Connor Colby G - 65 Andre Dillard LT - 60 Sebastian Gutierrez LT - 61 Matt Hennessy C - 69 Zack Johnson G - 68 Colton McKivitz RT - 55 Drew Moss C - 66 Drake Nugent C - 62 Austen Pleasants G - 77 Dominick Puni G - 71 Trent Williams LT - 63 Nick Zakelj T Defensive Linemen - -- Jaylon Allen DE - 69 Evan Anderson DT - 51 Robert Beal Jr. DE - 97 Nick Bosa DE - 95 Alfred Collins DT - 93 Kalia Davis DT - 92 Jordan Elliott DT - 96 Jonathan Garvin DE - 90 Kevin Givens DT - 94 Yetur Gross-Matos DE - 47 Bryce Huff DE - 91 Sam Okuayinonu DE - 55 Sebastian Valdez DT - 99 CJ West DT - 98 Mykel Williams DE Linebacker - 48 Tatum Bethune MLB - 50 Stone Blenton - 57 Luke Gifford OLB - 41 Jalen Graham MLB - 45 Nick Martin OLB - 36 Curtis Robinson OLB - 46 Chazz Surratt - 54 Fred Warner MLB - 53 Dee Winters OLB Defensive Back - -- Eli Apple CB - 43 Tre Avery CB - 27 Ji'Ayir Brown FS - 22 Tre Brown CB - 40 Derrick Canteen S - 35 Dallis Flowers CB - 24 Richie Grant FS - 0 Renardo Green CB - 2 Deommodore Lenoir CB - 26 Chase Lucas CB - 28 Darrell Luter Jr. CB - 38 Jaylen Mahoney FS - 6 Malik Mustapha FS - 33 Siran Neal CB - 25 Jason Pinnock FS - 49 Jakob Robinson CB - 36 Marques Sigle S - 20 Upton Stout CB Special Team - 3 Greg Joseph K - 4 Jake Moody K - 7 Thomas Morstead P - 46 Jon Weeks LS Lista delle riserve - 56 Tarron Jackson DE (IR) - 81 Trent Taylor WR (IR) - 35 Tre Tomlinson CB (IR) Roster aggiornato al 2 agosto 2025 56 attivi, 8 inattivi, 16 nella squadra di allenamento |
| Legenda - I rookie sono in corsivo. - Il primo ruolo è il principale mentre gli eventuali successivi indicano i ruoli secondari. - (IR) sta per Injured Reserve ed indica la lista ristretta per un solo giocatore infortunato che può tornare ad allenarsi dopo la settimana 6 e a rientrare in prima squadra dopo che questa ha giocato 8 partite. - (NF-Inj.) / (NF-Ill.) stanno rispettivamente per Non-Football Injured e Non-Football Illness ed indicano le liste dove viene inserito un giocatore che ha un infortunio o una malattia non dipendente dal football americano. - (PUP) sta per Physically Unable to Perform ed indica la lista dove viene inserito un giocatore mentre è in attesa di recuperare la condizione fisica. Nella stagione regolare dopo la sesta partita giocata dalla propria squadra, il giocatore ha tempo tre settimane per riprendere ad allenarsi, più tre settimane aggiuntive dal suo rientro agli allenamenti per rientrare in prima squadra. |

## Lo staff
| Staff dei San Francisco 49ers |
| --- |
| Organi dirigenziali - Co-chairmen – John e Denise DeBartolo York - Amministratore delegato – Jed York - Presidente – Al Guido - Presidente delle operazioni del football/general manager – John Lynch - Vice presidente esecutivo delle operazioni del football – Paraag Marathe - Vice presidente e consulente senior – Keena Turner - Vice presidente dell'amministrazione del football – Brian Hampton - Direttore del personale dei giocatori – Tariq Ahmad e R. J. Gillen - Direttore degli osservatori e degli operazioni del football – Joshua Williams - Direttore degli osservatori del college – Dominic DeCiccio - Direttore associato delle osservazioni del college – Justin Chabot - Direttore degli osservatori dei professionisti – Fred Gammage III - Direttore della ricerca e sviluppo del football – Matt Ploenzke, PhD - Consulente del personale senior – Frank Gore - Dirigente del personale – Ethan Waugh Capo allenatore - Capo-allenatore – Kyle Shanahan - Assistente capo-allenatore/difesa – Gus Bradley - Assistente capo-allenatore/offensive line – Chris Foerster Altri allenatori - Preparatore atletico – Dustin Perry - Assistente p.a. – Jordan Nieuwsma - Assistente p.a. – Greg Segrove Allenatori dell'attacco - Coordinatore offensivo – Klay Kubiak - Quarterback – Mick Lombardi - Running back – Bobby Turner - Wide receiver/specialista gioco sui passaggi – Leonard Hankerson - Tight end – Brian Fleury - Assistente offensive line – Cameron Clemmons - Assistente attacco/quarterback – Joe Graves - Assistente attacco/wide receiver – Andrew Hayes-Stoker - Assistente attacco – Miguel Reveles - Controllo qualità attacco – Deuce Schwartz - Controllo qualità attacco – Jacob Webster Allenatori della difesa - Coordinatore difensivo – Robert Saleh - Defensive line – Kris Kocurek - Assistente defensive line – Greg Scruggs - Linebacker – Johnny Holland - Specialista gioco sui passaggi/defensive back – Daniel Bullocks - Defensive back/cornerback – Ray Brown - Controllo qualità difesa – Cameron Brown - Controllo qualità difesa – Jake Lynch - Controllo qualità difesa – K.J. Wright Allenatori dello special team - Coordinatore special team – Dustin Perry - Assistente special team – Colt Anderson - Controllo qualità special team – Ronald Blair - Chief of staff/football – Patrick Hagedorn |